# كيم ستانلي روبنسون
كيم ستانلي روبنسون (بالإنجليزية: Kim Stanley Robinson) (23 مارس 1952) هو كاتب خيال علمي أمريكي يعتبر من واحد من أفضل كتاب الخيال العلمي على قيد الحياه حسب مقال نشرته مجلة نيويوركر الأمريكية.

## روابط خارجية
- كيم ستانلي روبنسون على موقع IMDb (الإنجليزية)
- كيم ستانلي روبنسون على موقع مونزينجر (الألمانية)
- كيم ستانلي روبنسون على موقع ميوزك برينز (الإنجليزية)
- كيم ستانلي روبنسون على موقع إن إن دي بي (الإنجليزية)
- كيم ستانلي روبنسون على موقع قاعدة بيانات الفيلم (الإنجليزية)

- كيم ستانلي روبنسون  على قاعدة بيانات الخيال التأملي على الإنترنت